# Aplonis dichroa
Aplonis dichroa là một loài chim trong họ Sturnidae.